# Enyalioides touzeti
Enyalioides touzeti là một loài thằn lằn trong họ Hoplocercidae. Loài này được Torres-Carvajal, Almendáriz, Valencia, Yúnez-Muños & Reyes mô tả khoa học đầu tiên năm 2008.